# A gyanú árnyékában (film, 1943)
A gyanú árnyékában (eredeti cím: Shadow of a Doubt) 1943-ban bemutatott fekete-fehér amerikai film, Alfred Hitchcock rendezésében, aki ezt a művét tekintette legjobbjának.

## Rövid történet
Egy tizenéves lány örül, amikor kedvenc nagybátyja meglátogatja a családot csendes kaliforniai kisvárosukban, de lassan gyanakodni kezd, hogy valójában ő a hatóságok által keresett „Víg özvegy” gyilkos.

## Cselekmény

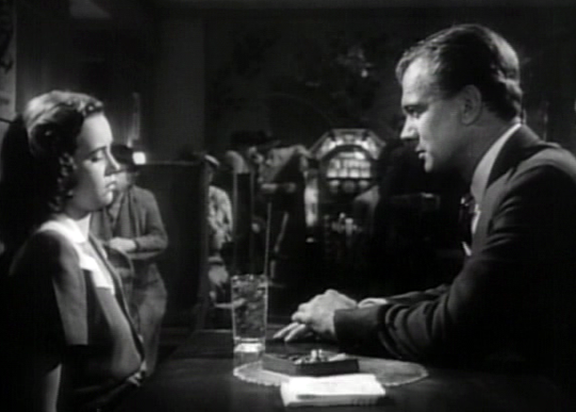
Charlie bácsi (Joseph Cotten) egy lepukkant bárban szembesíti unokahúgát (Teresa Wright) azzal, amit tud

Charles Oakley egyedül él egy albérletben. Egy nap a főbérlője szól, hogy két férfi keresi őt; látja, hogy a két férfi az utcán várakozik a szobája előtt. Charles elhatározza, hogy elhagyja a várost.
Charlotte (Charlie) Newton egy unatkozó tinédzserlány, aki a kaliforniai Santa Rosa idilli kisvárosában él. Csodálatos hírt kap: édesanyja öccse (az ő névadója), Charles Oakley látogatóba érkezik. Megérkezik a nagybátyja, és eleinte mindenki örül a látogatásának, különösen a fiatal Charlie. Charlie bácsi mindenkinek ajándékot hoz. Unokahúgának egy smaragdgyűrűt ad, amibe valaki másnak a monogramját vésték bele. Charlie apja, Joseph Newton egy bankban dolgozik, és Charlie bácsi elmondja neki, hogy számlát akar nyitni, és 40.000 dollárt (mai értéken 40 millió dollár) akar letétbe helyezni a bankjában.
Két férfi jelenik meg Newtonéknál, akik egy országos felmérésen dolgozó kérdezőbiztosoknak adják ki magukat. Charlie bácsi feldúlt, és szidja a nővérét, amiért idegeneket engedett be az otthonába. Az egyik férfi fényképet készít Charlie bácsiról, aki követeli a filmtekercset, mert „engem senki sem fényképez”. A fiatalabbik kérdezőbiztos, Jack Graham kikérdezi a fiatal Charlie-t, aki kitalálja, hogy a férfi valójában nyomozó. Elmagyarázza, hogy a nagybátyja az egyik a két gyanúsított közül, aki a „víg özvegy gyilkosa” lehet. Charlie először nem hajlandó elhinni, de aztán megfigyeli, hogy Charlie bácsi furcsán viselkedik, elsősorban egy újságkivágással az apja újságjából, amely egy gyilkosságot ír le. A gyűrűbe vésett monogram, amit a bácsitól kapott, megegyezik az egyik meggyilkolt nőével, és Charlie bácsi egy családi vacsora során felfedi a gazdag özvegyek iránti gyűlöletét.
Egyik este, amikor Charlie apja és barátja, Herbie arról beszélgetnek, hogyan követnék el a „tökéletes gyilkosságot”, Charlie bácsi elengedi magát, és az idős özvegyeket „kövér, ziháló állatoknak” nevezi; majd azt mondja: „Mi történik az állatokkal, ha túl kövérek és túl öregek lesznek?”. Charlie elborzadva szalad ki a szobából. Charlie bácsi követi, és egy lepukkant bárba viszi a lányt. Bevallja, hogy ő az egyik a két gyanúsított közül. Segítségért könyörög; a lány vonakodva beleegyezik, hogy nem mond semmit, amíg a férfi hamarosan távozik, hogy elkerülje a szörnyű konfrontációt, amely tönkretenné az édesanyját, aki bálványozza az öccsét. Fred Saunders nyomozó, Jack Graham idősebb kollégája elmondja Charlie-nak, hogy a fényképet, amelyet Charlie bácsiról készítettek, szemtanúknak küldték el azonosításra. Hírek érkeznek arról, hogy egy másik gyanúsítottat is üldözött a rendőrség, akit egy repülőgép propellere megölt; feltételezik, hogy ő volt a gyilkos. Jack elmondja a fiatal Charlie-nak, hogy szereti őt, és feleségül szeretné venni, majd elmegy.
Charlie bácsi örül, hogy felmentették, de a fiatal Charlie minden titkát ismeri. Hamarosan leesik a veszélyesen meredek lépcsőn, amelyről később észreveszi, hogy meggyengítette valaki. Charlie bácsi azt mondja, hogy le akar telepedni, mire a fiatal Charlie azt mondja, hogy megöli, ha marad. Később aznap este Charlie bácsi arra kéri, hozza ki az autót a garázsból. A motor már jár, és a garázs tele van kipufogógázzal. Charlie megpróbálja leállítani a motort, de a kulcs nincs a gyújtásban, és amikor megpróbál távozni, a garázsajtót beragadva találja, így a garázsban reked. Mr. Newton barátja, Herbie arra jár, meghallja, hogy Charlie a garázsajtón dörömböl, és még időben kiszabadítja.
Charlie bácsi bejelenti, hogy egy gazdag özveggyel, Mrs. Potterrel együtt San Franciscóba utazik. A vasútállomáson a fiatal Charlie felszáll a vonatra a húgával, Ann-nel és a bátyjukkal, hogy megnézzék Charlie bácsi fülkéjét. Charlie bácsi lefogja unokahúgát, Charlie-t a vonaton, amikor a gyerekek leszállnak, abban a reményben, hogy megöli őt azzal, hogy kilöki a vonatból, miután az felvette a sebességet. Az ezt követő küzdelemben azonban Charlie bácsi a szembejövő vonat elé esik. Temetésén Charlie bácsiról a városlakók tisztelettel beszélnek.
Jack visszatér, és Charlie bevallja, hogy fontos információkat hallgatott el. Elhatározzák, hogy titokban tartják Charlie bácsi bűneit.

## Szereplők
| Szereplő                   | Eredeti hang      | Magyar hang            | Magyar hang            |
| Szereplő                   | Eredeti hang      | 1. szereposztás (1984) | 2. szereposztás (2009) |
| -------------------------- | ----------------- | ---------------------- | ---------------------- |
| Charlotte "Charlie" Newton | Teresa Wright     | Kováts Adél            | Solecki Janka          |
| Charlie bácsi              | Joseph Cotten     | Balkay Géza            | Sörös Sándor           |
| Jack Graham nyomozó        | Macdonald Carey   | Mácsai Pál             | Szatmári Attila        |
| Joseph Newton              | Henry Travers     | Márkus László          | Cs. Németh Lajos       |
| Emma Newton                | Patricia Collinge | Tímár Éva              | Tóth Judit             |
| Herbie Hawkins             | Hume Cronyn       | ?                      | Katona Zoltán          |
| Fred Saunders nyomozó      | Wallace Ford      | ?                      | ?                      |
| Ann Newton                 | Edna May Wonacott | ?                      | Laudon Andrea          |
| Roger Newton               | Charles Bates     | ?                      | Bogdán Gergő           |
| Mrs. Margaret Green        | Isabel Randolph   | ?                      | Némedi Mari            |
| Mrs. Martin, a házinéni    | Constance Purdy   | ?                      | Némedi Mari            |
| MacCurdy tiszteletes       | Grandon Rhodes    | ?                      | Kapácsy Miklós         |